# Opsiphanes cassina
Opsiphanes cassina är en fjärilsart som beskrevs av Felder 1862. Opsiphanes cassina ingår i släktet Opsiphanes och familjen praktfjärilar. Inga underarter finns listade i Catalogue of Life.

## Bildgalleri

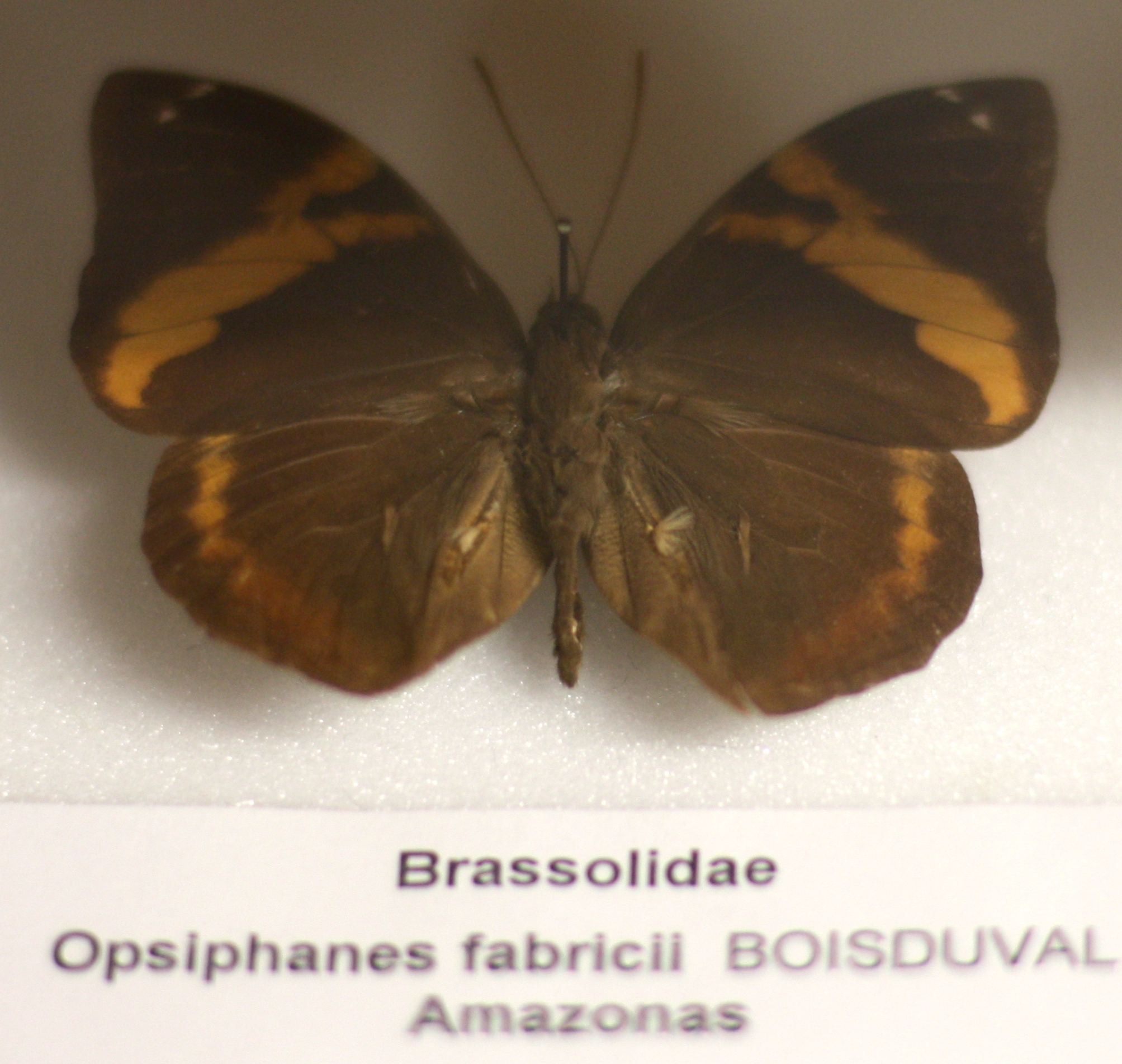
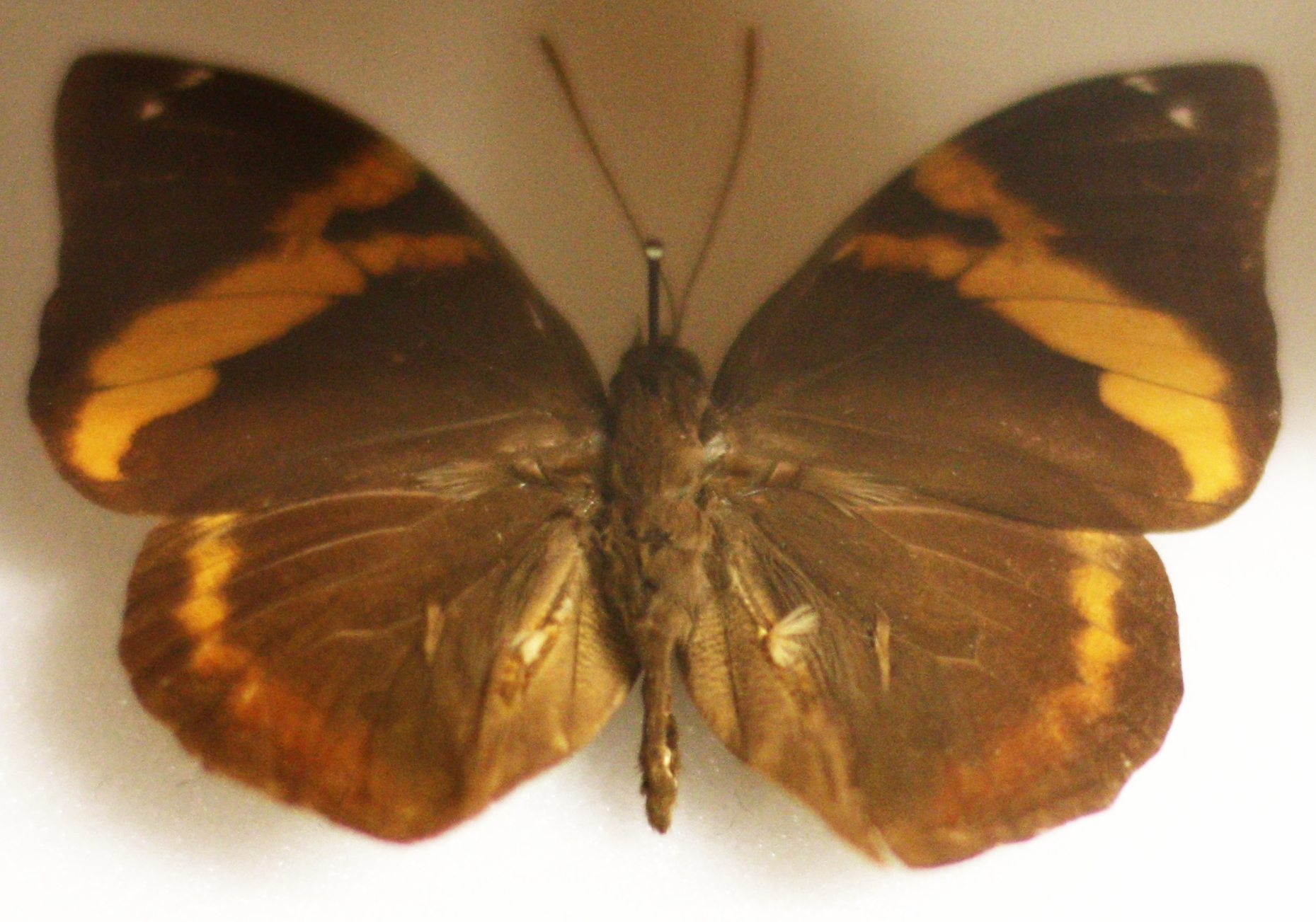